# (1569) Эвита
(1569) Эвита (исп. Evita) — типичный астероид главного пояса, который был открыт 3 августа 1948 года аргентинским астрономом Мигелем Ицигсоном в обсерватории Ла-Плата и назван в честь первой леди Аргентины Эвы Перон, сыгравшей значительную роль в политической и социальной жизни страны.

Орбита астероида Эвита и его положение в Солнечной системе
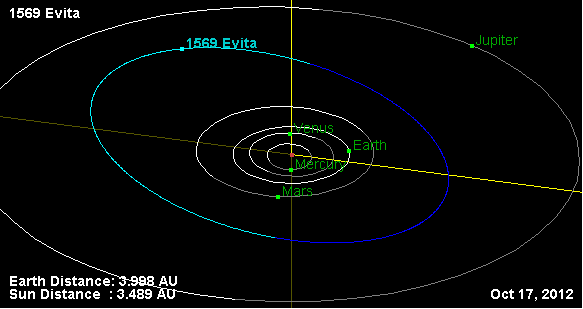
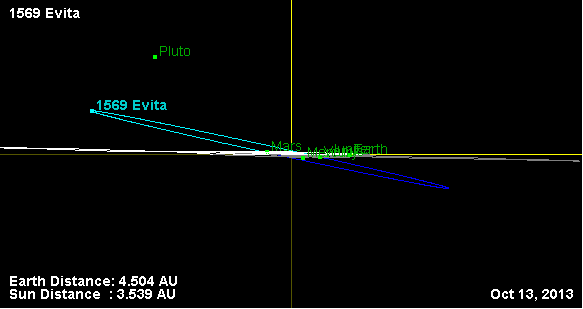